# Costa Rica
Costa Rica (ejtsd: [kosztarríka]; jelentése spanyolul „gazdag part”), hivatalosan Costa Ricai Köztársaság – a közép-amerikai kontinenshídon elterülő ország, szárazföldön északon Nicaragua, délkeleten Panama határolja. Karib-tengeri és csendes-óceáni partvidékét keskeny síkság kíséri. Az ország magját alkotó, 1500 m átlagmagasságú fennsíkot a Kordillerák vulkánokkal tűzdelt láncai fogják közre.
Gazdasága, amely egykor nagymértékben függött a mezőgazdaságtól diverzifikált, és olyan ágazatokat foglal magában, mint a pénzügy, a külföldi vállalatok szolgáltatásai, a gyógyszeripar és az ökoturizmus. Sok külföldi gyártó és szolgáltató vállalat működik Costa Rica szabadkereskedelmi övezeteiben, ahol befektetési és adókedvezményeket élveznek.
Jól teljesít a demokrácia állapotának, a sajtószabadságnak és a szubjektív boldogságnak globális összehasonlításában.
A Happy Planet Index 2010-es, 2016-os és 2019-es adata szerint a világ legboldogabb országa.

## Földrajz

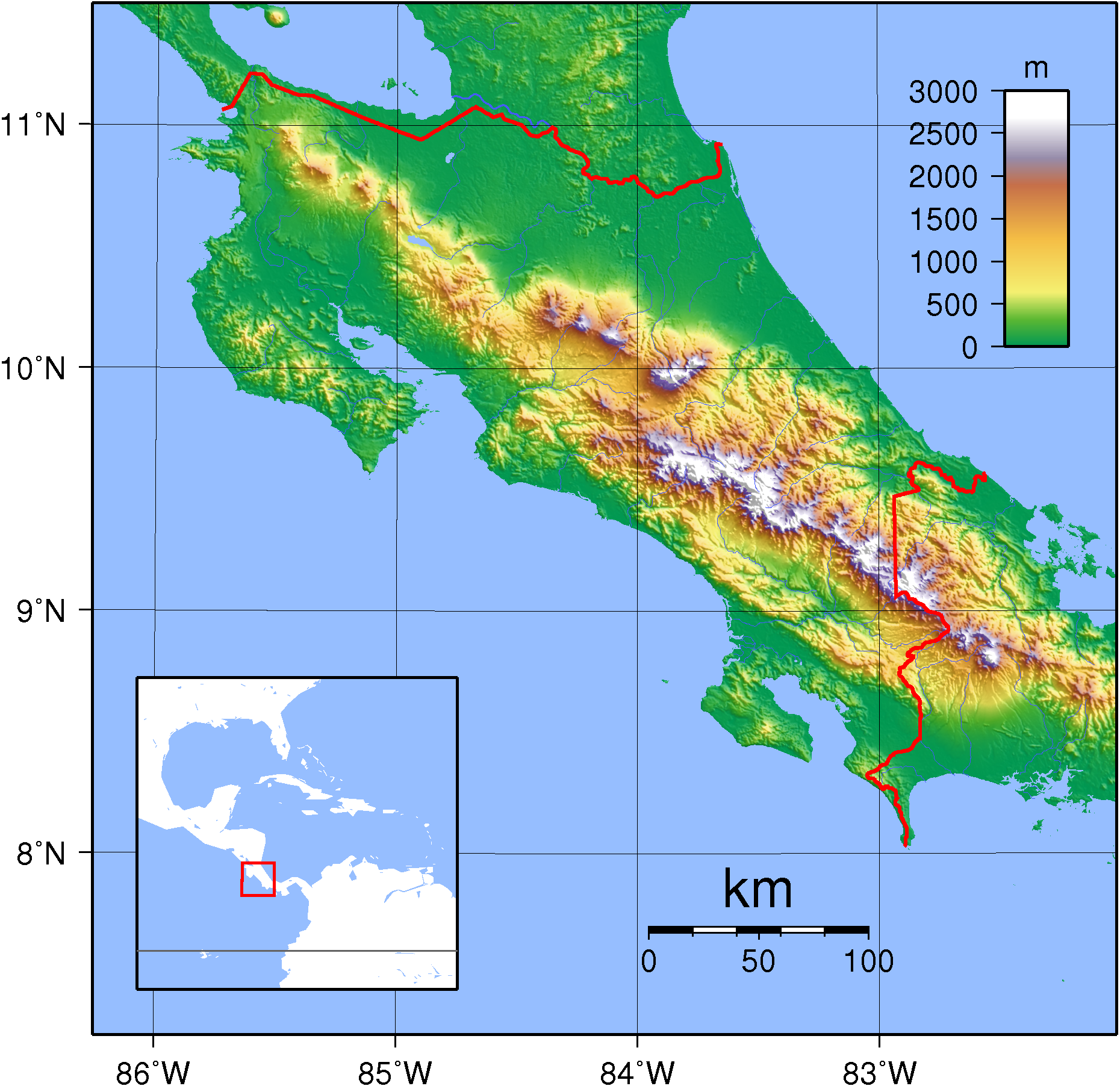
Domborzati térkép
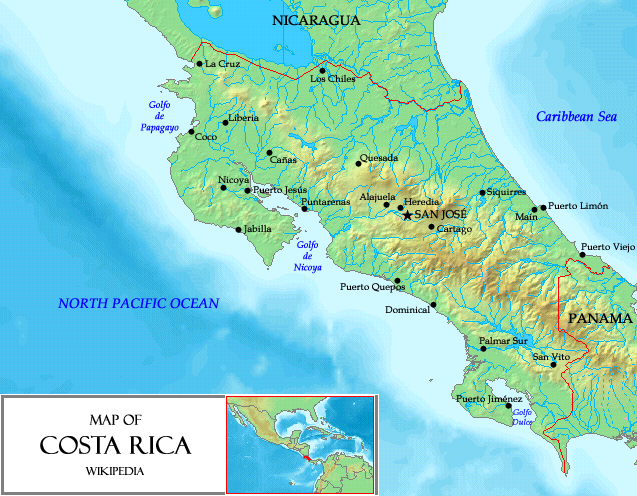
Főbb települések
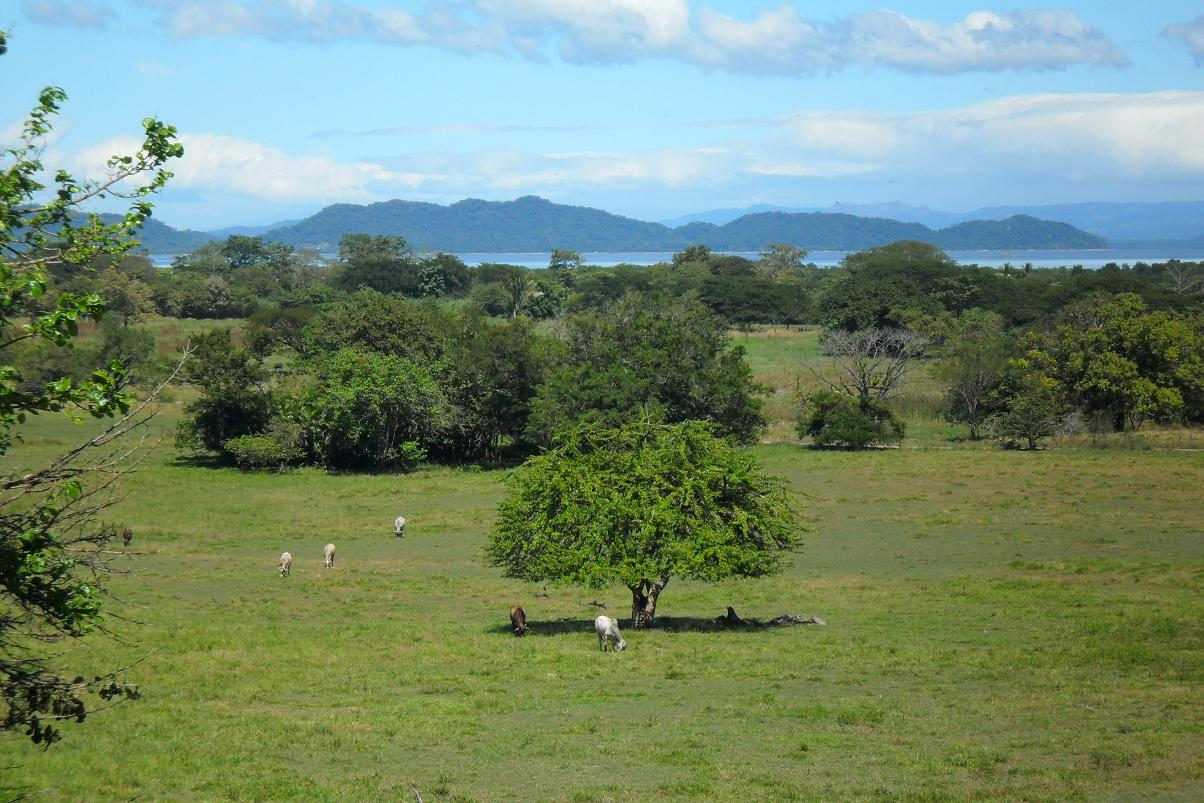
Táj a Nicoya-félszigeten

### Domborzata
A Csendes-óceánnal és a Karib-tengerrel hosszú partszakaszon érintkező ország Közép-Amerikában. A parti síkságokból a Kordillerák vulkáni kúpokkal tarkított láncai emelkednek ki, amelyek az 1200 m magas Központi-völgyet ölelik körül. Legmagasabb pontja a Chirripó Grande (3810 méter). A hegyláncok ÉNY felől DK felé húzódnak.
Az ország területének legnagyobb része tűzhányókkal tűzdelt hegyvidék. Az ország alacsonyabb ÉNY-i területeit szavanna, részben erdő borítja. Az ország egyharmada ma is erdős terület.

### Vízrajza
A vizek a két óceán felé folynak le. Az ország jellege miatt itt nincs igazán hosszú folyó. Legfőbb folyók: San Juan, San Carlos, Tempisque.
A legnagyobb tó: Arenal.

### Éghajlata
A hőmérséklet-különbségek kicsik, mivel az ország az Egyenlítő közelében található, így az évszakok közötti fő különbség a csapadék mennyiségi eltérése miatt alakul ki. Az ország jelentős része annyira esős, hogy erdői esőerdők.
A Csendes-óceán partvidékén és a fennsíkon decembertől áprilisig száraz évszak, májustól novemberig esős évszak van, ekkor bőséges az eső. Ezzel szemben a keleti síkságon és a partvidéken, továbbá a Csendes-óceán partjának legdélebbi részén az éghajlat egyenlítői, egész évben bőséges esőzések vannak.

### Élővilág, természetvédelem
Igen sok különféle állat- és növényfaj él ezen a földön. Az ország területének 23%-a valamilyen formában védett.

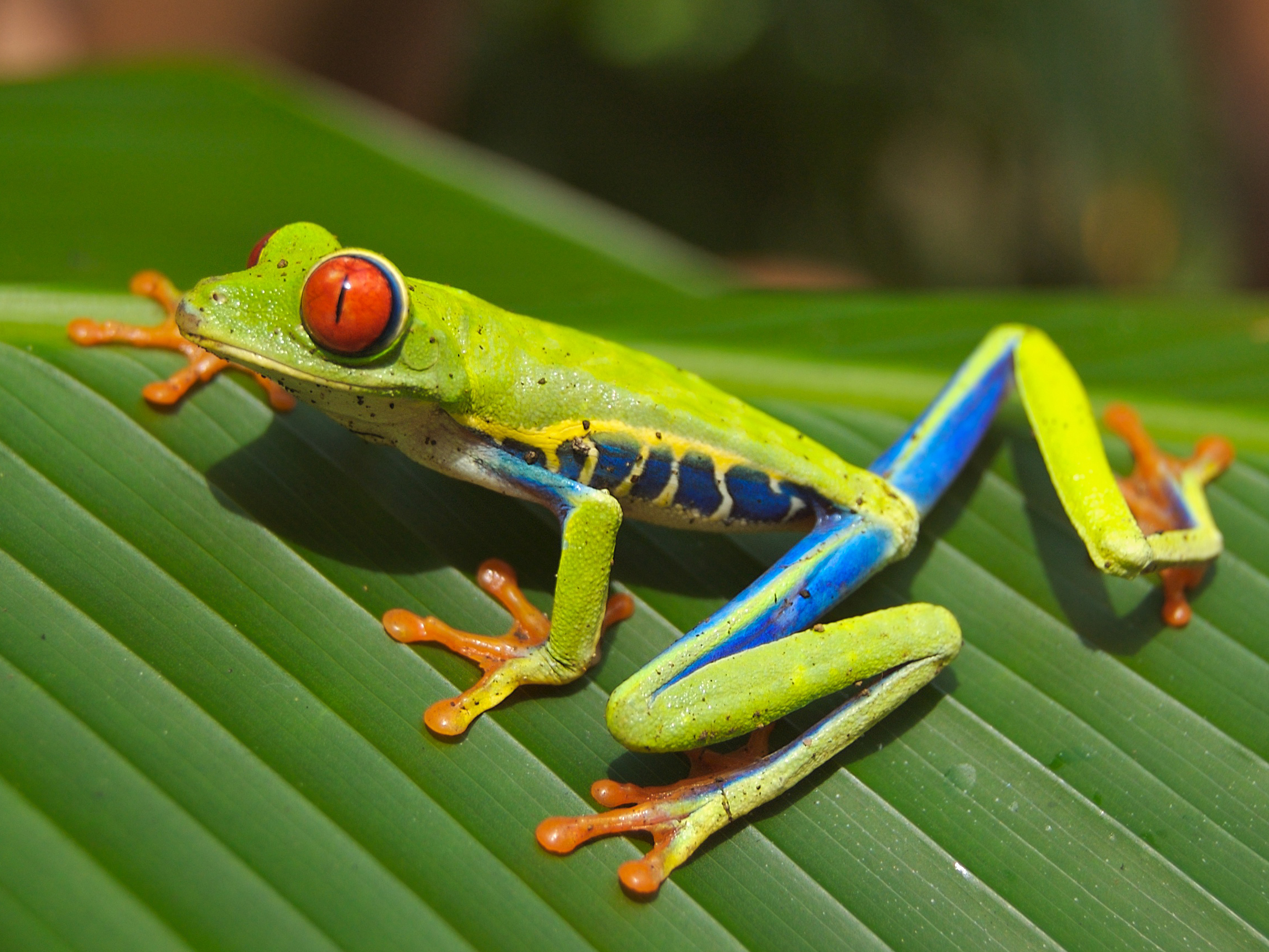
Vörösszemű levelibéka
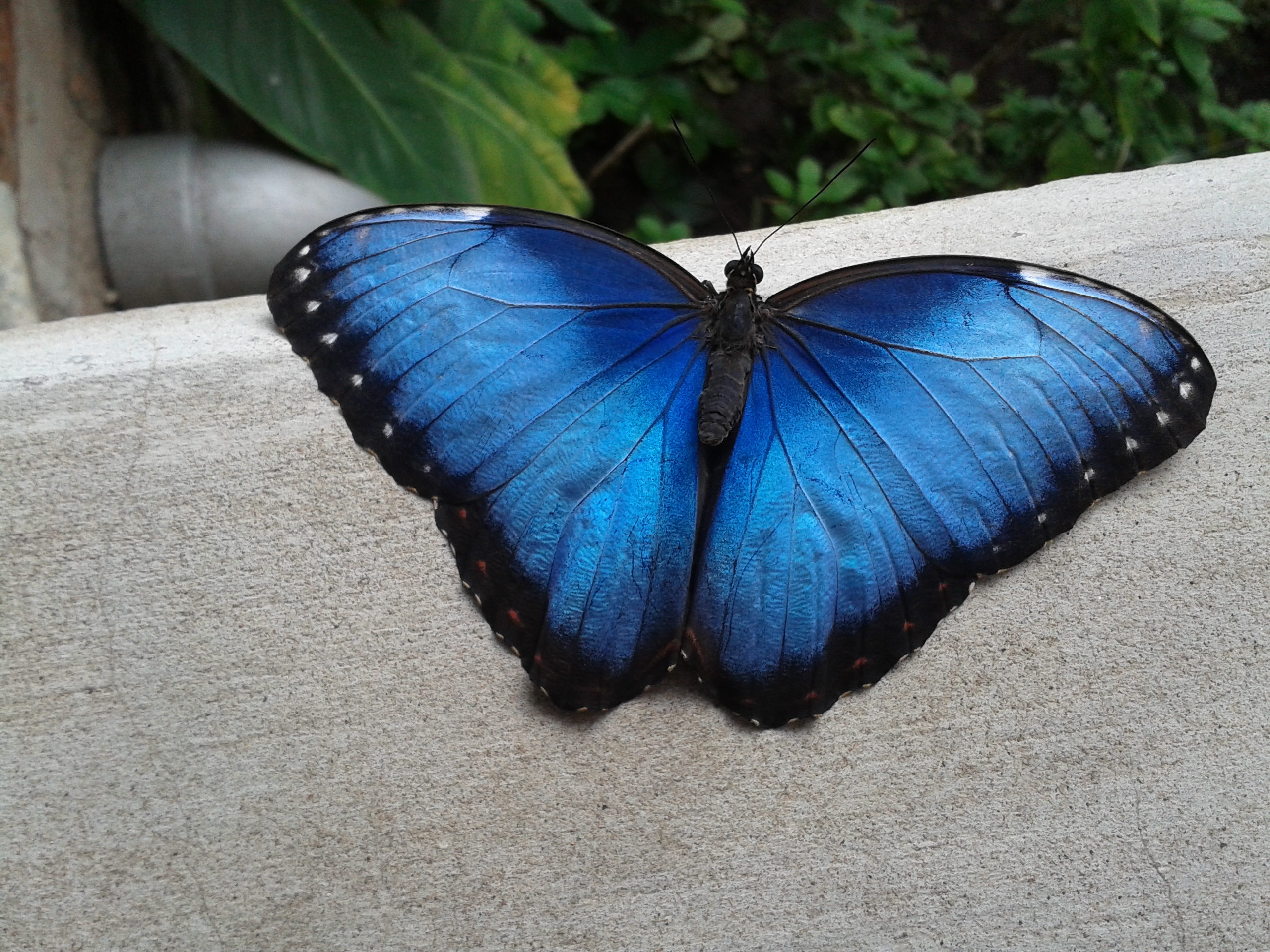
Morpho
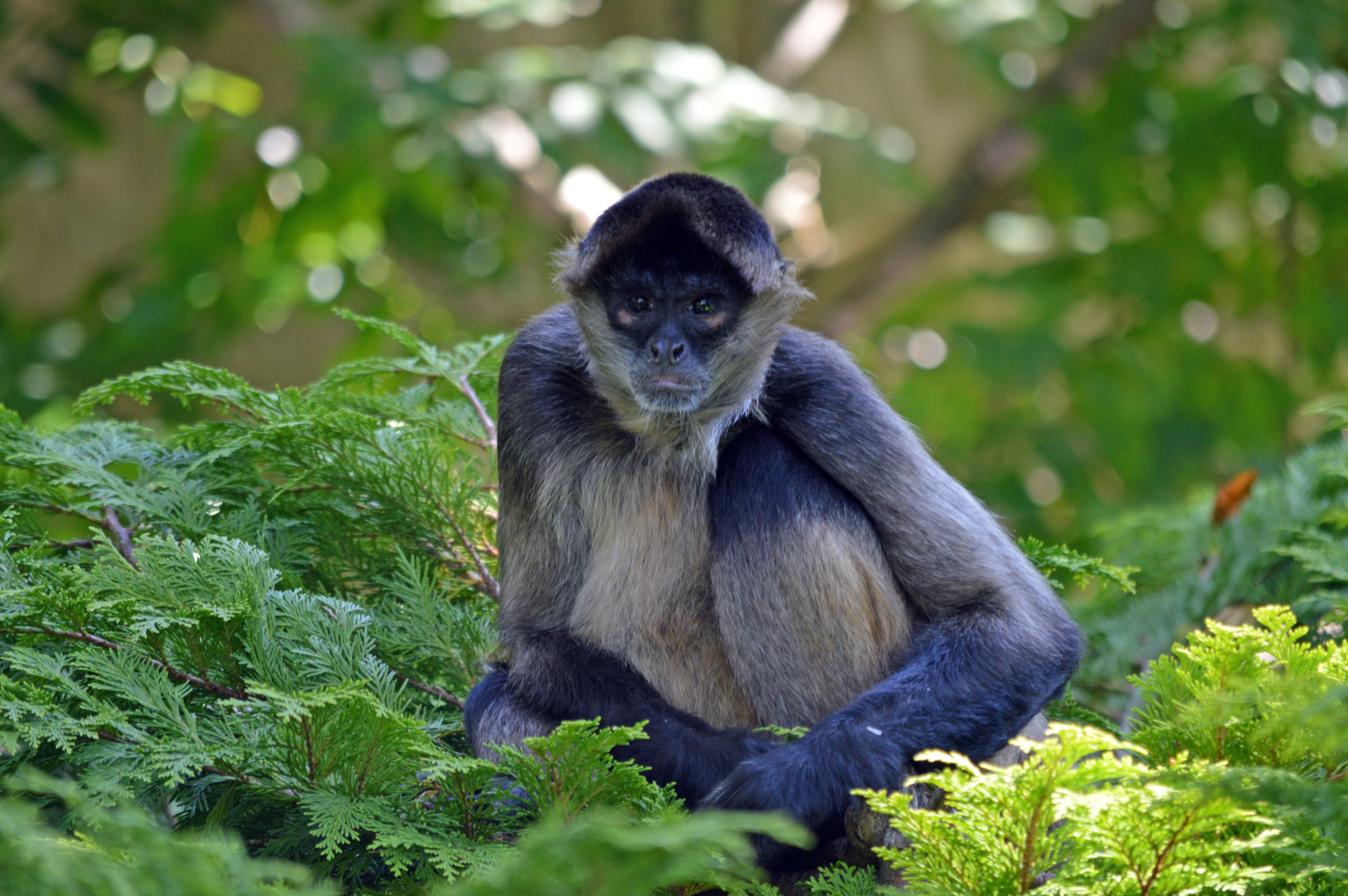
Geoffroy-pókmajom
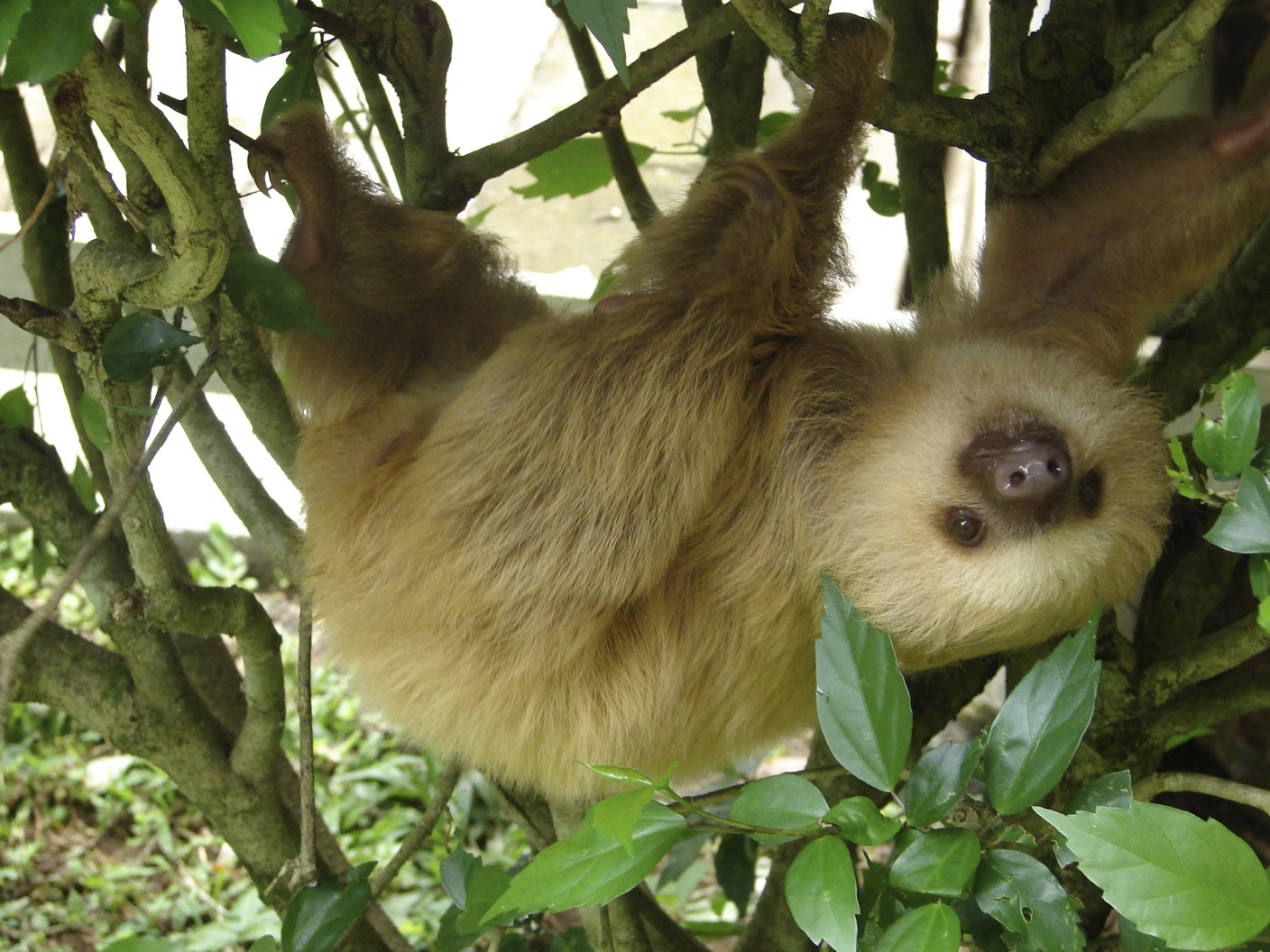
Choloepus
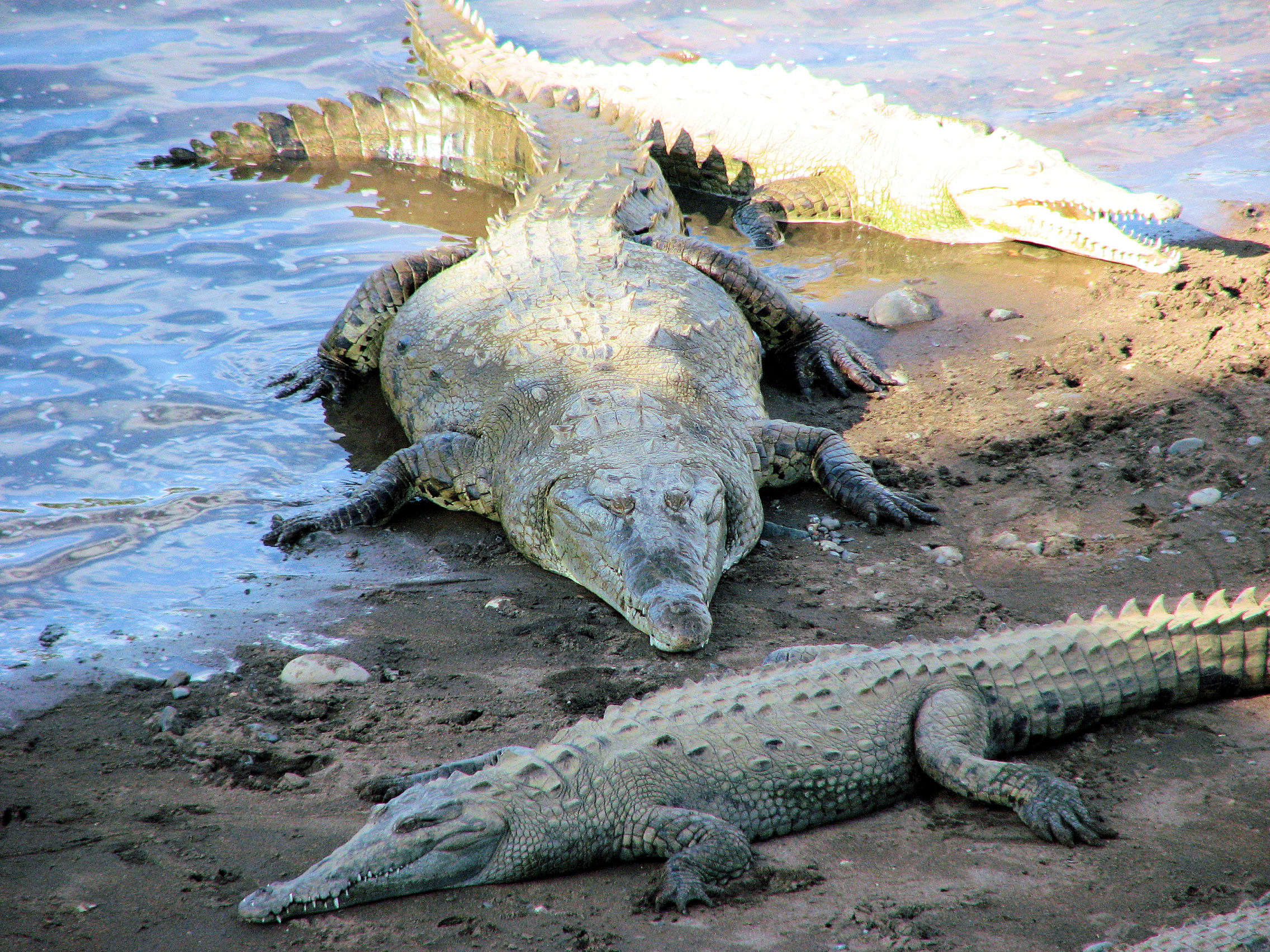
Hegyesorrú krokodil
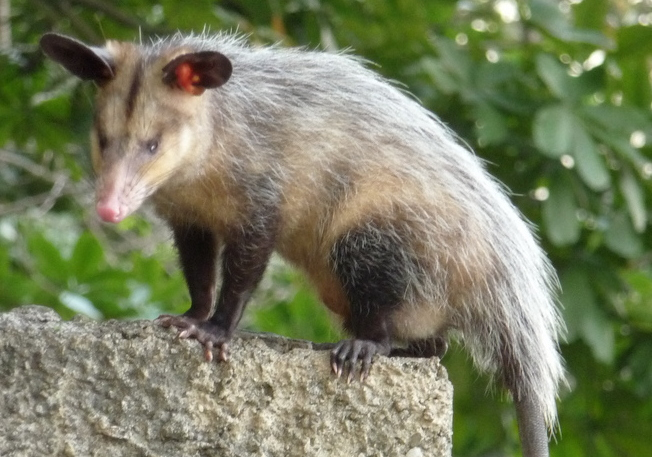
Fiahordó oposszum
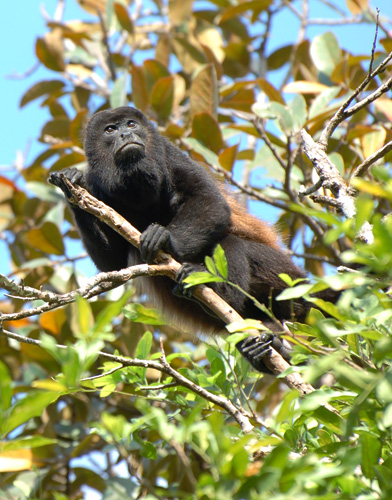
Mellényes bőgőmajom

#### Nemzeti parkok

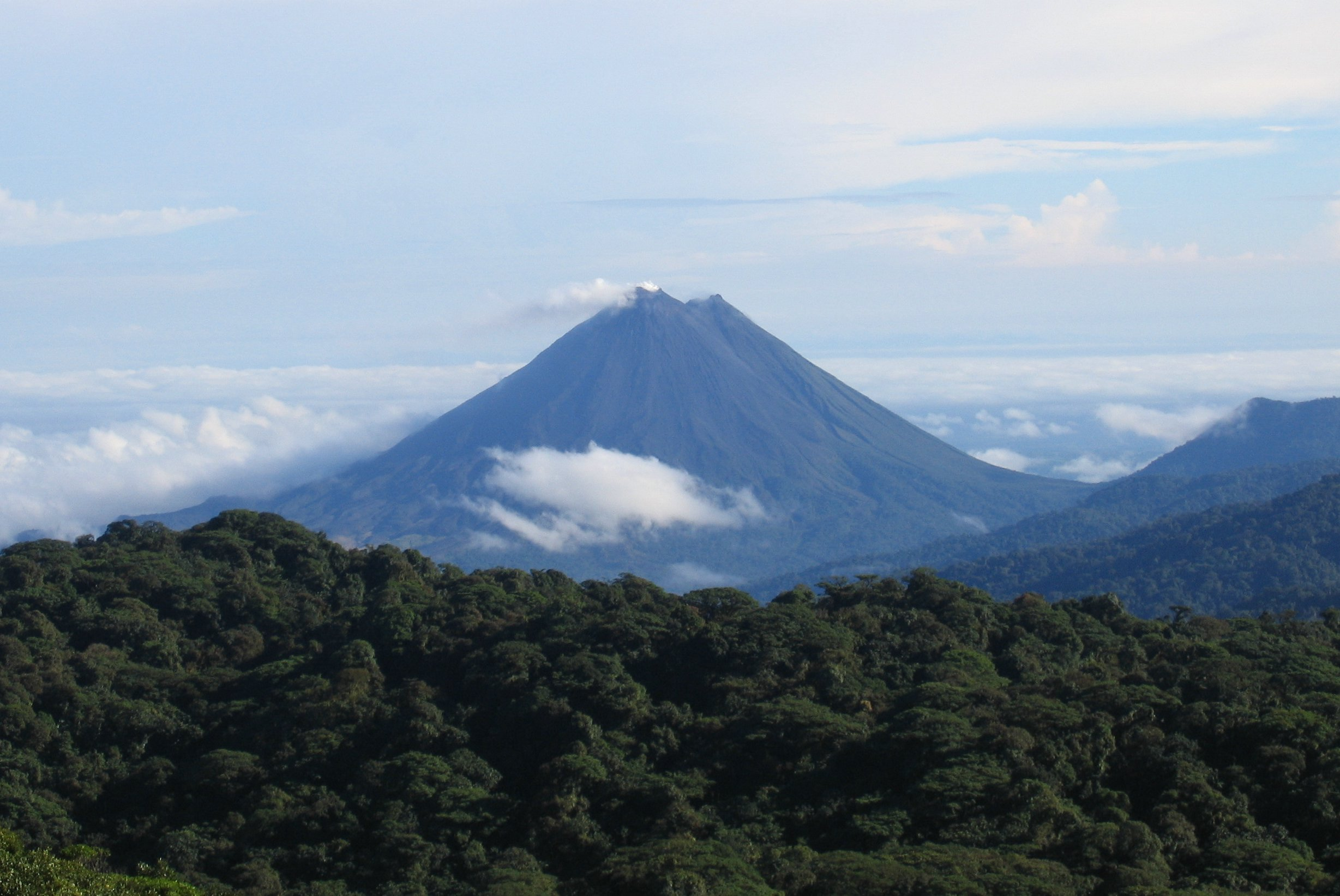
Volcán Arenal Nemzeti Park

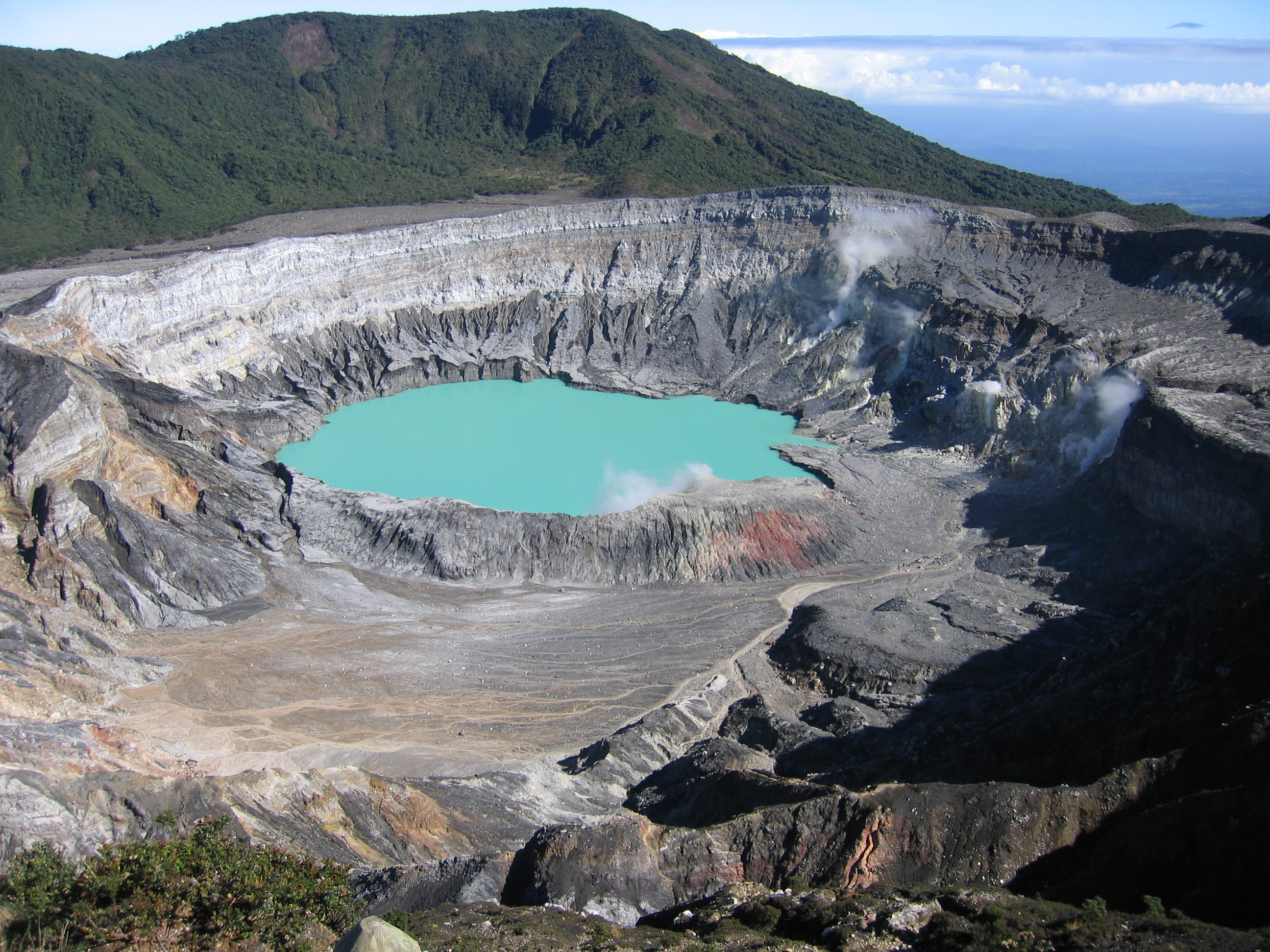
A Poás-vulkán krátere, Volcán Poás Nemzeti Park

- Bahia Ballena Nemzeti Park
- Barra Honda Nemzeti Park
- Braulio Carrillo Nemzeti Park
- Cahuita Nemzeti Park
- Carara Nemzeti Park
- Chirripó Nemzeti Park
- Corcovado Nemzeti Park
- La Amistad Nemzeti Park
- Manuel Antonio Nemzeti Park
- Palo Verde Nemzeti Park
- Piedras Blancas Nemzeti Park
- Santa Rosa Nemzeti Park
- Tortuguero Nemzeti Park
- Volcán Arenal Nemzeti Park
- Volcán Barva Nemzeti Park
- Volcán Irazú Nemzeti Park
- Volcán Poás Nemzeti Park
- Rincón de la Vieja Nemzeti Park

#### Természeti világörökségei
- Talamanca Természetvédelmi Terület - Panamával közös
- Kókusz-sziget Nemzeti Park
- Guanacaste Természetvédelmi Terület

## Történelme

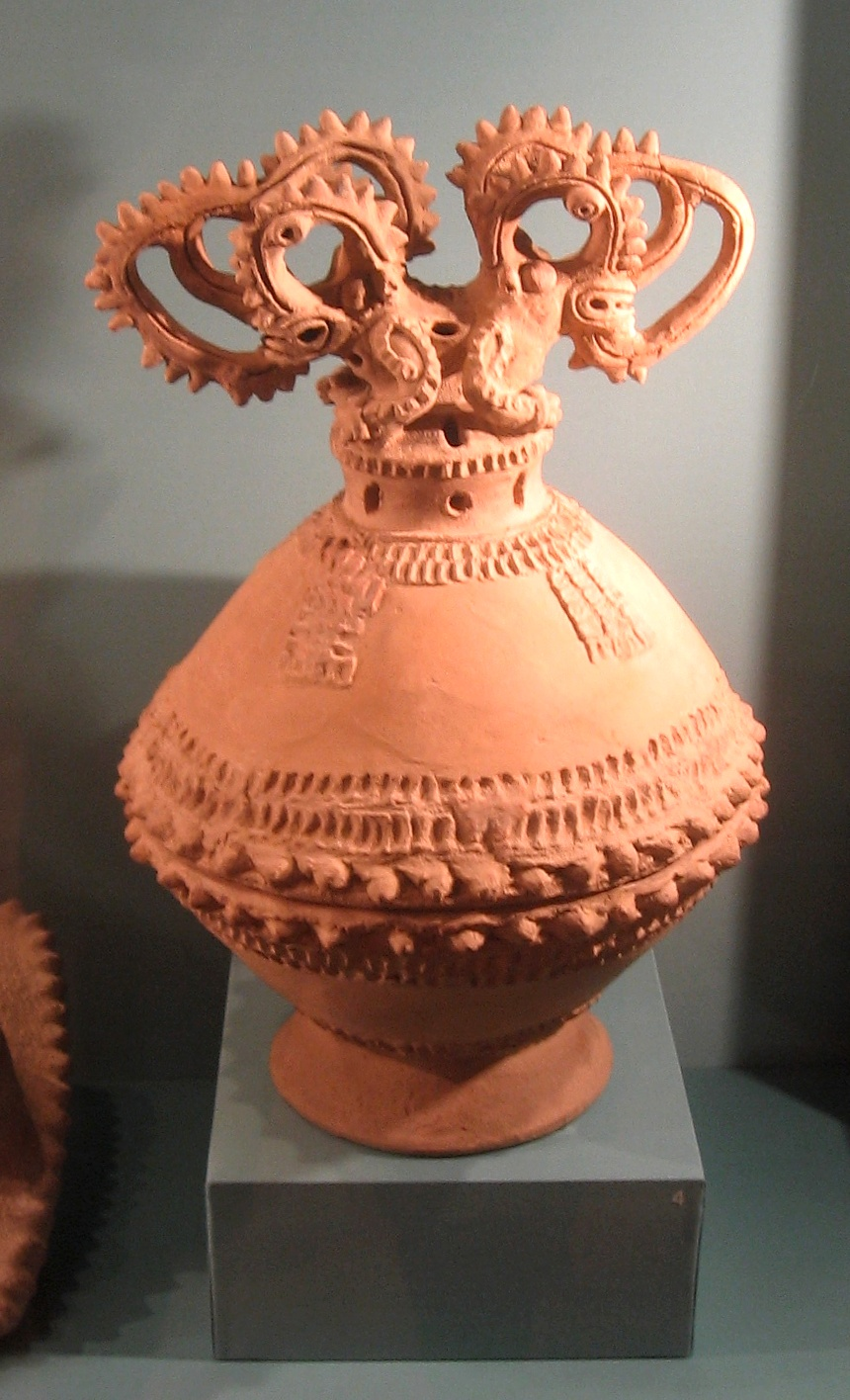
A Kolombusz előtti kultúrák tömjénfüstölője (Kr. u. 500-1350)
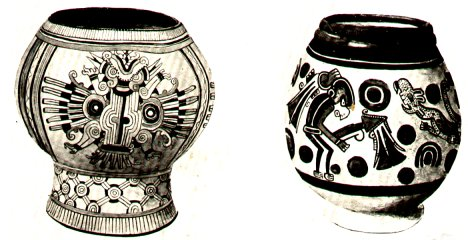
Kerámiák a Kolombusz előtti kultúrákból
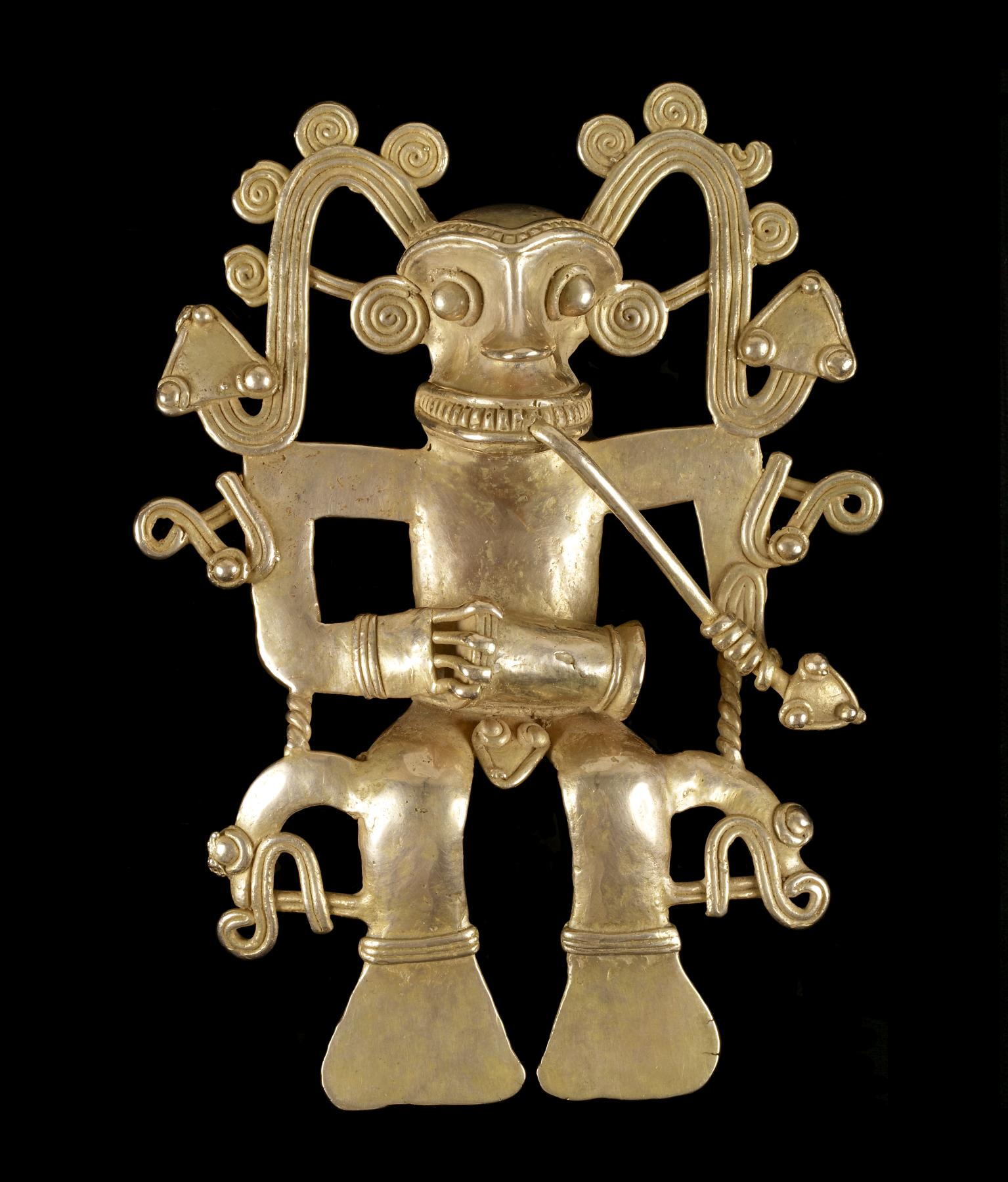
A Diquís-kultúra aranynyakéke

A Kolumbusz előtti időkben a térség lakossága ahhoz az átmeneti övezethez tartozott, amely összekötötte a közép-amerikai és az andoki magaskultúrákat. Jelenlegi álláspont szerint főleg a mai Kolumbia felől érték kulturális hatások. A modern Costa Rica kultúrájára az indián befolyás aránylag kicsi, mert többségük elpusztult a himlőhöz hasonló járványos betegségekben és a spanyolok bánásmódja következtében.
Keleti partjait Kolumbusz 1502-ben fedezte fel. A nyugati partoknál 1519-ben járt először spanyol hajós, míg a belső magasföldet csak 1561-ben sikerült meghódítani.
A spanyol gyarmati időkben a közlekedési nehézségek miatti viszonylagos elszigeteltségben a spanyol koronától való függés aránylag laza volt. Costa Rica volt a legszegényebb spanyol gyarmat Közép-Amerikában. Döntő faktor volt gazdasági fejlődésében a bennszülött munkaerő hiánya. Míg a többi spanyol gyarmat telepesei indiánokat dolgoztattak földjükön, Costa Ricában kénytelenek voltak azt maguk megművelni. Így Costa Rica fejlődése különbözött szomszédaitól, és nem is alakultak ki oly mértékű társadalmi egyenlőtlenségek, mint szomszédainál. Costa Ricában paraszti demokrácia alakult ki elnyomott mesztic vagy indián réteg nélkül. Egy idő után a spanyolok letelepedése a dombvidékeken összpontosult, amelyeknek termékeny vulkáni talaja van és az éghajlata is mérsékeltebb, mint az alföldeken.
Costa Rica az egyesült Közép-Amerikához csatlakozott, amikor azok 1821-ben Spanyolországgal szemben közösen kikiáltották függetlenségüket. Tagsága az újonnan alakult Közép-Amerikai Szövetségi Köztársaságban nem volt hosszú életű; 1838-ban, miután a szövetség már régen nem működött ténylegesen, formálisan is kilépett és kikiáltotta függetlenségét.
Az afrikai eredetű costa-ricaiak (a lakosság kb. 3%-a) ősei Jamaicából érkeztek vasútépítésre. A vasút a központi felföld városi lakosságát kötötte össze a karibi partvidéken fekvő Limón kikötőjével. A vasút építésében, amelyet Minor C. Keith amerikai üzletember szervezett, kínai bevándorlók is részt vettek az Amerikai Egyesült Államokból behozott elítéltek mellett. A vasút megépítéséért cserébe Costa Rica kormánya a vasút számára a nyomvonalon felül is bérbe adott területeket, amin a vasúttársaság banánt termesztett és az Egyesült Államokba exportált. Végül a banán a kávé mellett Costa Rica exportjának egyik fő terméke lett, az azt termesztő külföldi tulajdonú társaságok (köztük az United Fruit Company) pedig döntő szerepet játszottak a nemzetgazdaságban.
Costa Rica története jóval békésebb, mint a többi Latin-amerikai államé, politikailag is jóval stabilabb volt. A 19. század vége óta két jelentősebb erőszakos időszak volt. Az egyik 1917-19-ben Federico Tinoco Granados diktatúrája volt, míg végül megdöntötték és száműzetésbe kényszerítették. A másik 1948-ban tört ki. José Figueres Ferrer vezetett fegyveres lázadást a vitatott elnökválasztási eredmények miatt. A negyvennégy napos polgárháború alatt több mint kétezer halott volt. Ez Costa Rica történetének legvéresebb eseménye a 18. század óta. A polgárháború után a győztes junta, amelyet a korábbi ellenzék vezetett, feloszlatta a hadsereget és a demokratikusan megválasztott törvényhozással 1949. május 8-án  új alkotmányt fogadtatott el. Miután reformjai hatályba léptek, a rezsim 1949. november 8-án békésen átadta hatalmát az új demokratikus kormánynak. Figueres puccsa után nemzeti hős lett és az új alkotmány szerint 1953-ban megtartott első demokratikus elnökválasztáson győzött. Azóta Costa Ricában tizenöt elnökválasztás volt, a legutolsó 2014-ben. Mindegyik békés, átlátható választás volt a nemzetközi közösség szerint is és viszonylag nyugodt hatalomátadással járt.

## Államszervezet és közigazgatás

### Alkotmány, államforma
Elnöki köztársaság.

### Közigazgatási beosztás
Az ország hét tartományra van felosztva, melyek a következők:
| Zászló | Tartomány  | Térkép | Főváros      | Terület (km²) | Népesség  |
| ------ | ---------- | ------ | ------------ | ------------- | --------- |
|        | Alajuela   |        | Alajuela     | 9,757         | 885,571   |
|        | Cartago    |        | Cartago      | 3,124         | 490,903   |
|        | Guanacaste |        | Liberia      | 10,141        | 354,154   |
|        | Heredia    |        | Heredia      | 2,657         | 433,677   |
|        | Limón      |        | Puerto Limón | 9,189         | 386,862   |
|        | Puntarenas |        | Puntarenas   | 11,266        | 410,929   |
|        | San José   |        | San José     | 4,966         | 1,404,242 |

A tartományok 81 kantonra – közülük Alajuela tartományban található a legnagyobb kanton (San Carlos) –, a kantonok pedig 473 kerületre vannak felosztva.
Costa Rica tengerentúli területe az országtól 500 km-re nyugatra, a Csendes-óceánban található Kókusz-sziget.

### Védelmi rendszer
Az ország a Csendes-óceán és a Karib-tenger közötti földhídon ütközőállam szerepét tölti be a kevésbé békés szomszédai között, a délre fekvő Panama és a északra fekvő Nicaragua között.
Costa-Rica semleges ország, mely álláspont a lakosság egyöntetű támogatásával találkozik. Félő volt viszont, hogy a szomszédos államok meg-megújuló konfliktusai átterjed területére, ezért 1987-ben Costa-Rica békeszerződést kötött El Salvadorral, Nicaraguával, Guatemalával és Honduras államokkal. A békeszerződés egy kritikus időszakban teremtett megbékélést az országok között. A békeszerződésben betöltött szerepéért Óscar Arias Sánchez államfő Nobel-békedíjat kapott.

## Népessége, lakossága

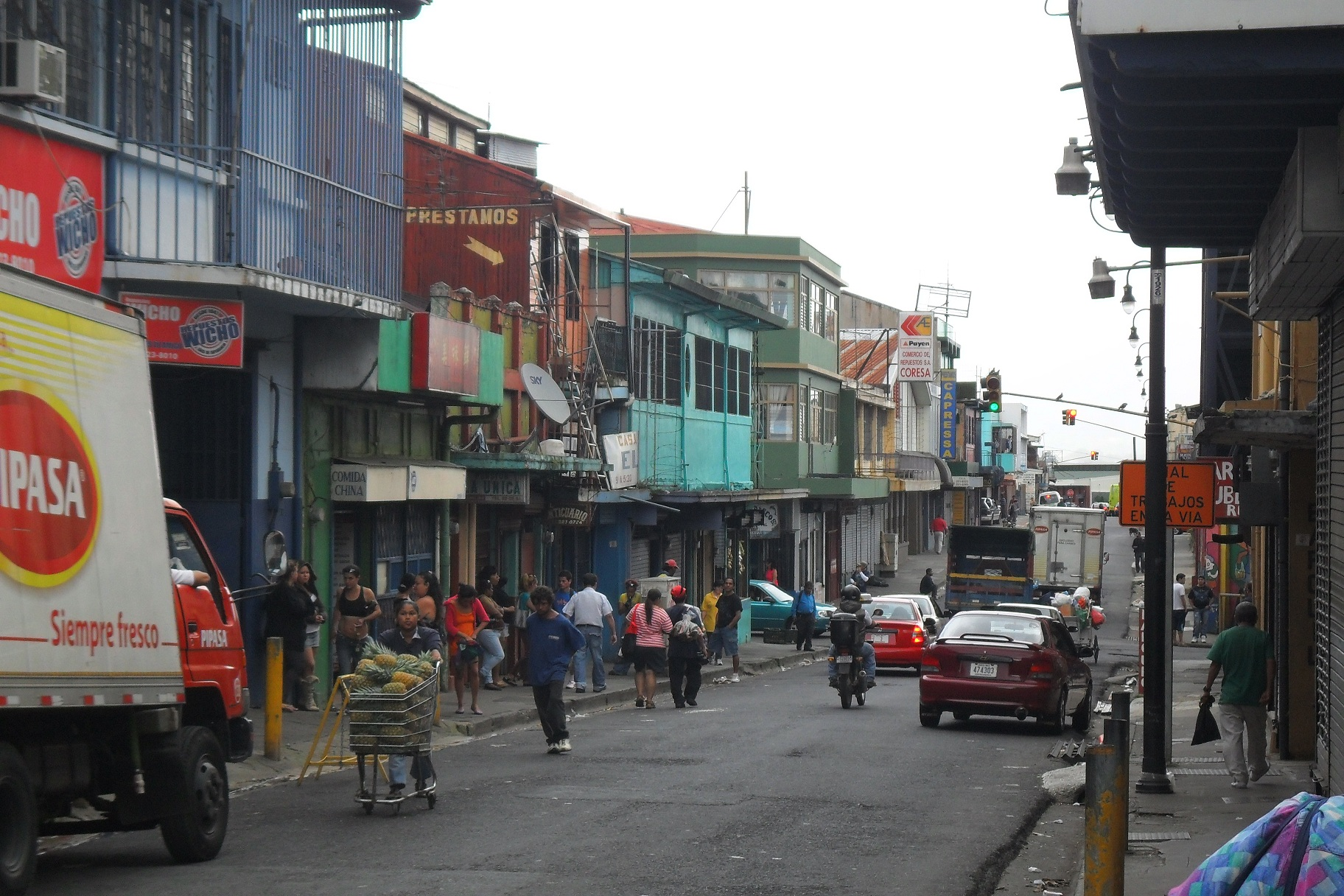
A főváros, San José egy utcaképe

### Általános adatok
Az ország népessége 2017-ben 4,9 millió fő.

### Legnépesebb városok

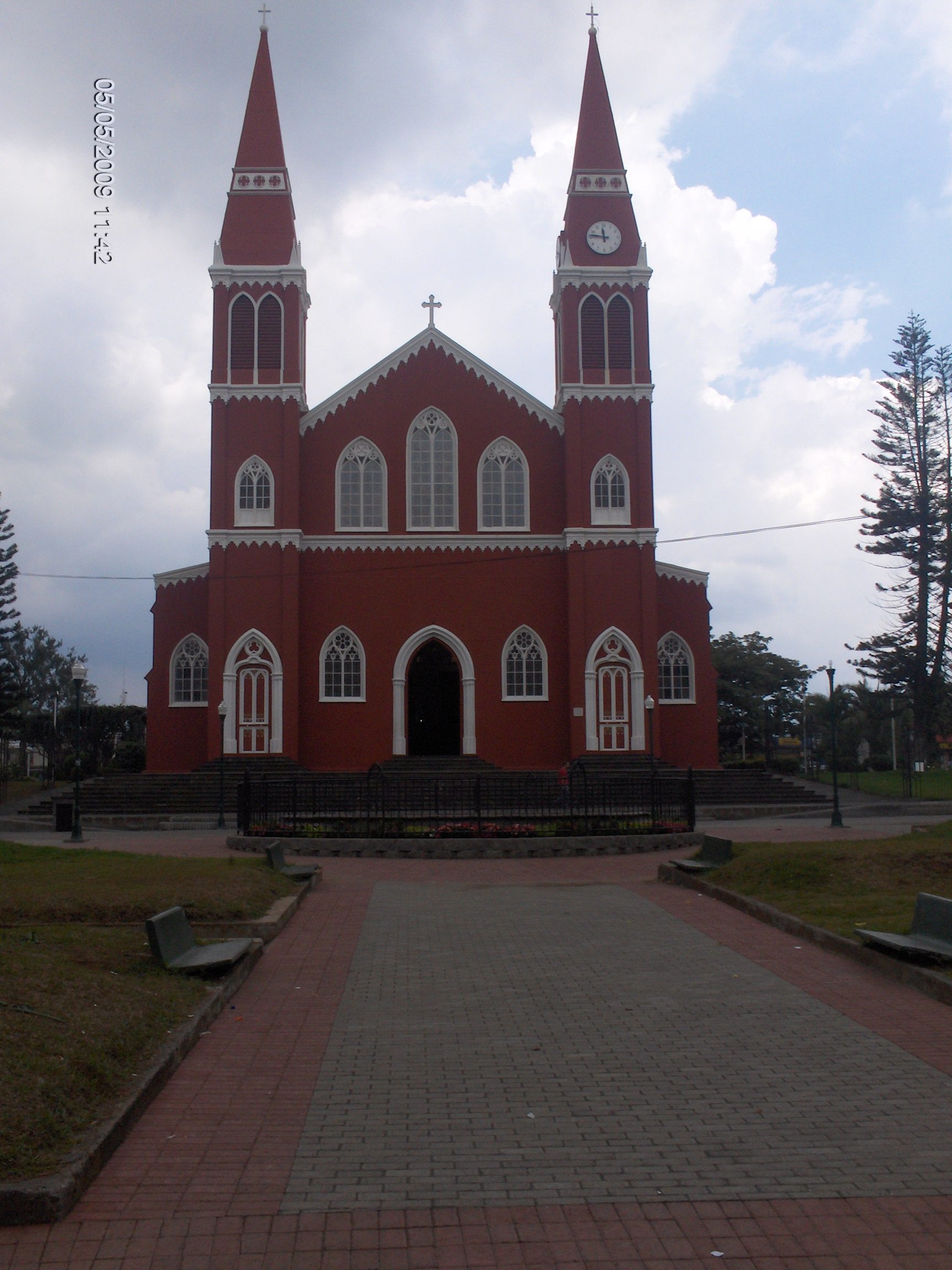
Iglesia Las Mercedes templom

### Népességének változása
| Lakosok száma | 120 499 | 1 431 088 | 1 776 076 | 2 105 377 | 2 553 714 | 3 001 196 | 3 566 605 | 4 171 145 | 4 669 685 | 5 265 575 |
|               | 1864    | 1962      | 1969      | 1976      | 1983      | 1989      | 1996      | 2003      | 2010      | 2024      |

### Etnikai, nyelvi összetétel
Az országban a hivatalos nyelv a spanyol, de sokan beszélik még az angolt is.
Népcsoportok: európai eredetű fehér és kreol 87%, mesztic 7%, fekete, mulatt 3%, kelet-ázsiai 2%, őslakos 1%.

### Vallási összetétel
A lakosság 76%-a római katolikus, 15%-a protestáns, Jehova tanúi 1%, 8%-a pedig egyéb vallású.[mikor?]

### Szociális rendszer
1890 óta kötelező az iskolai oktatás, és 1949 után bevezették az ingyenes általános és középiskolai oktatást. A felnőtt lakosság mindössze 7%-a írástudatlan. Várható élettartam férfiaknál 75, nőknél 79 év.

## Gazdasága

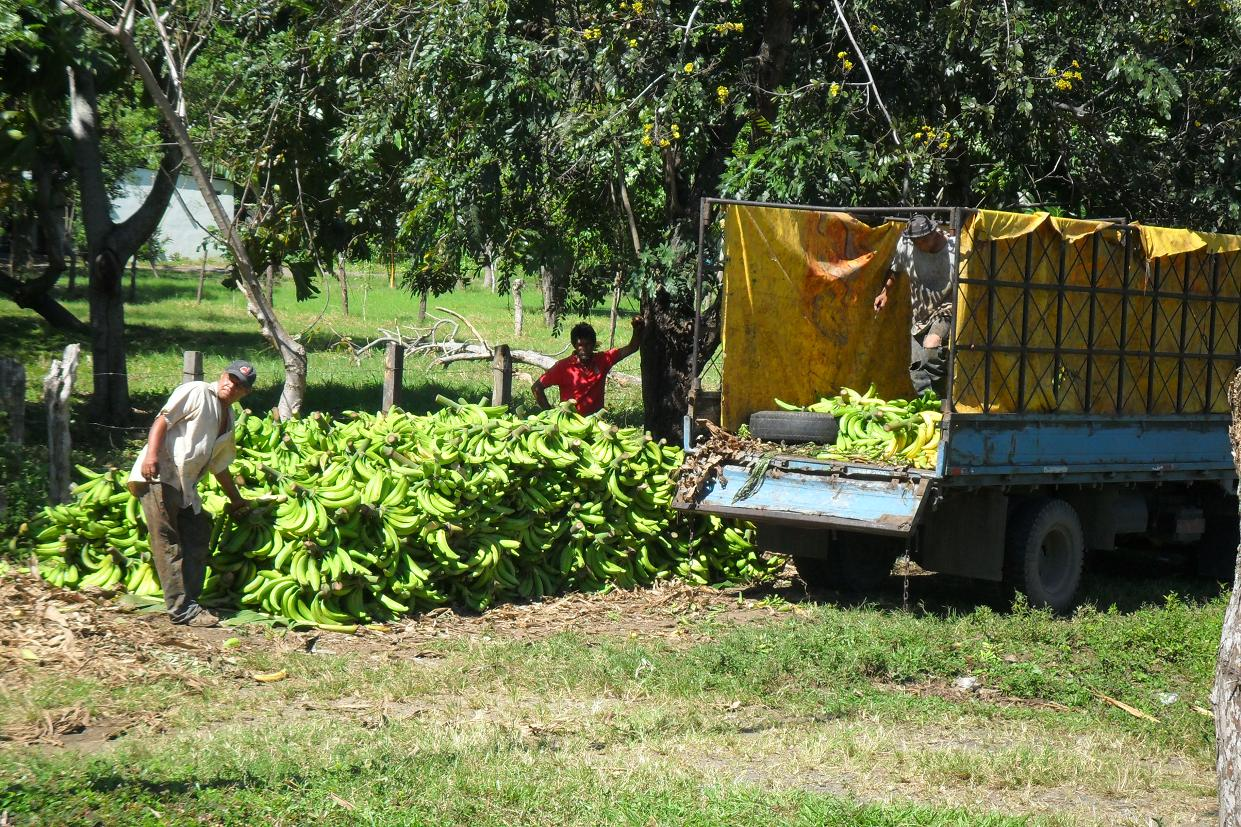
A banánt elszállításra pakolják

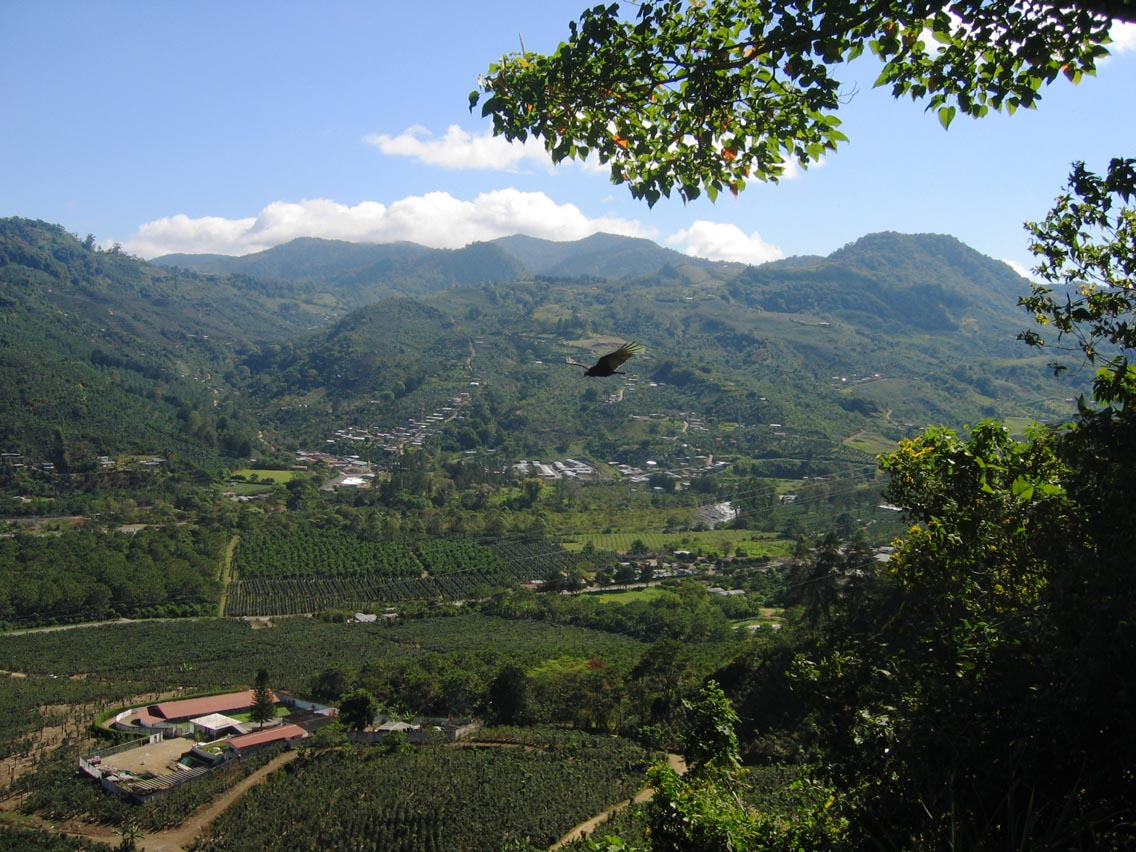
Kávéültetvény az Orosi-völgyben

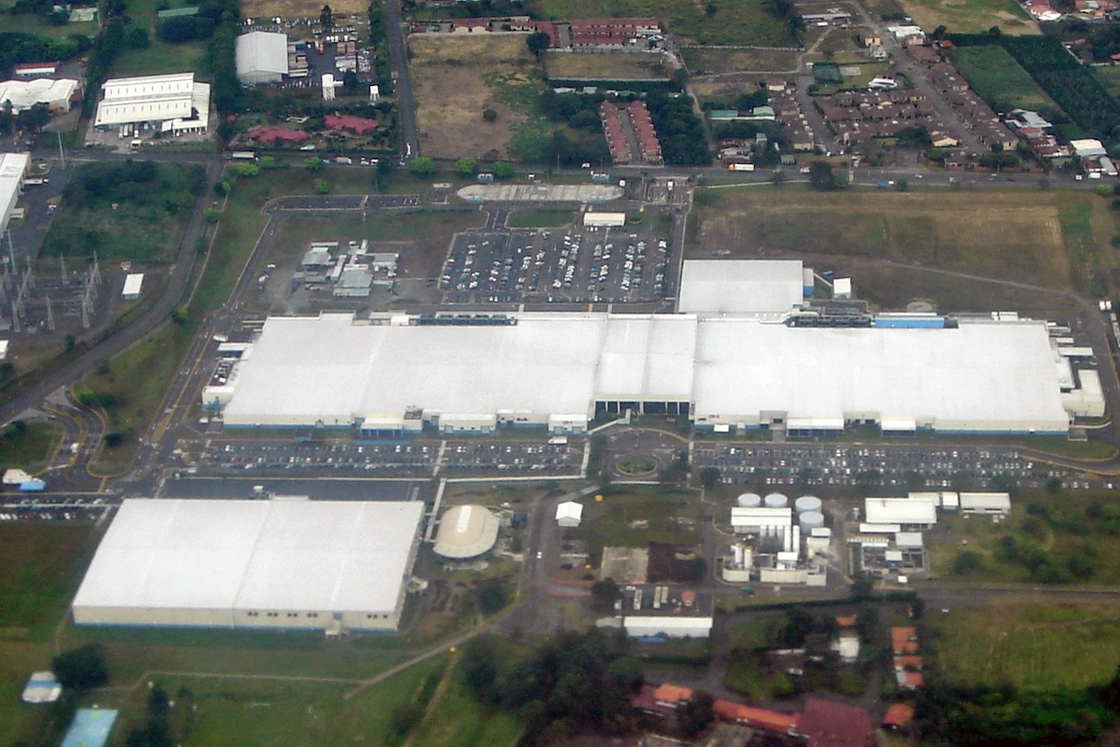
Az Intel egy gyára a magasból

### Általános adatok
Gazdasága: agrárország. Az országban kávé-, banán-, kakaó- és cukornádtermesztés folyik. Az elektromos hálózat 110 V-os, 60 Hz-es.

### Gazdasági ágazatok

#### Mezőgazdaság
A mezőgazdaságot főleg a növénytermesztés (banán, kávé, kakaó, cukornád) képviseli. Jelentős még a part menti halászat is.

#### Ipar
Ásványkincsekben (kőolaj, bauxit, vasérc, kén) gazdag ország, de készletei még kiaknázatlanok.
Jelenleg csak arany- és ezüstbányászat folyik. Iparát a mezőgazdasági termékek feldolgozása, valamint elektronikus és orvosi berendezések előállítása képviseli. Az elektromos energia nagy részét a vízerőművek szolgáltatják.

#### Kereskedelem
- Exporttermékek: kávé, banán, hús, cukor, ananász, textília, elektronikus alkatrészek, orvosi berendezések és műszerek.
- Importtermékek: ipari és közszükségleti cikkek, gépek, járművek, üzemanyag.
- Főbb kereskedelmi partnerek 2012-ben:[15]
  - Kivitel: USA 30,7%, Kína 13,2%, Hollandia 10,4%, UK 9%, Mexikó 9%
  - Behozatal: USA 46,2%, Mexikó 6,4%, Japán 6,1%, Kína 5,8%

## Közlekedés
- Vasúthálózat hossza: 950 kilométer
- Közúthálózat hossza: 35 892 kilométer
- Kikötők száma: 6
- Repülőterek száma: 30

## Telekommunikáció
| Hívójel prefix | TE, TI |
| ITU zóna       | 11     |
| CQ zóna        | 7      |

## Kultúra

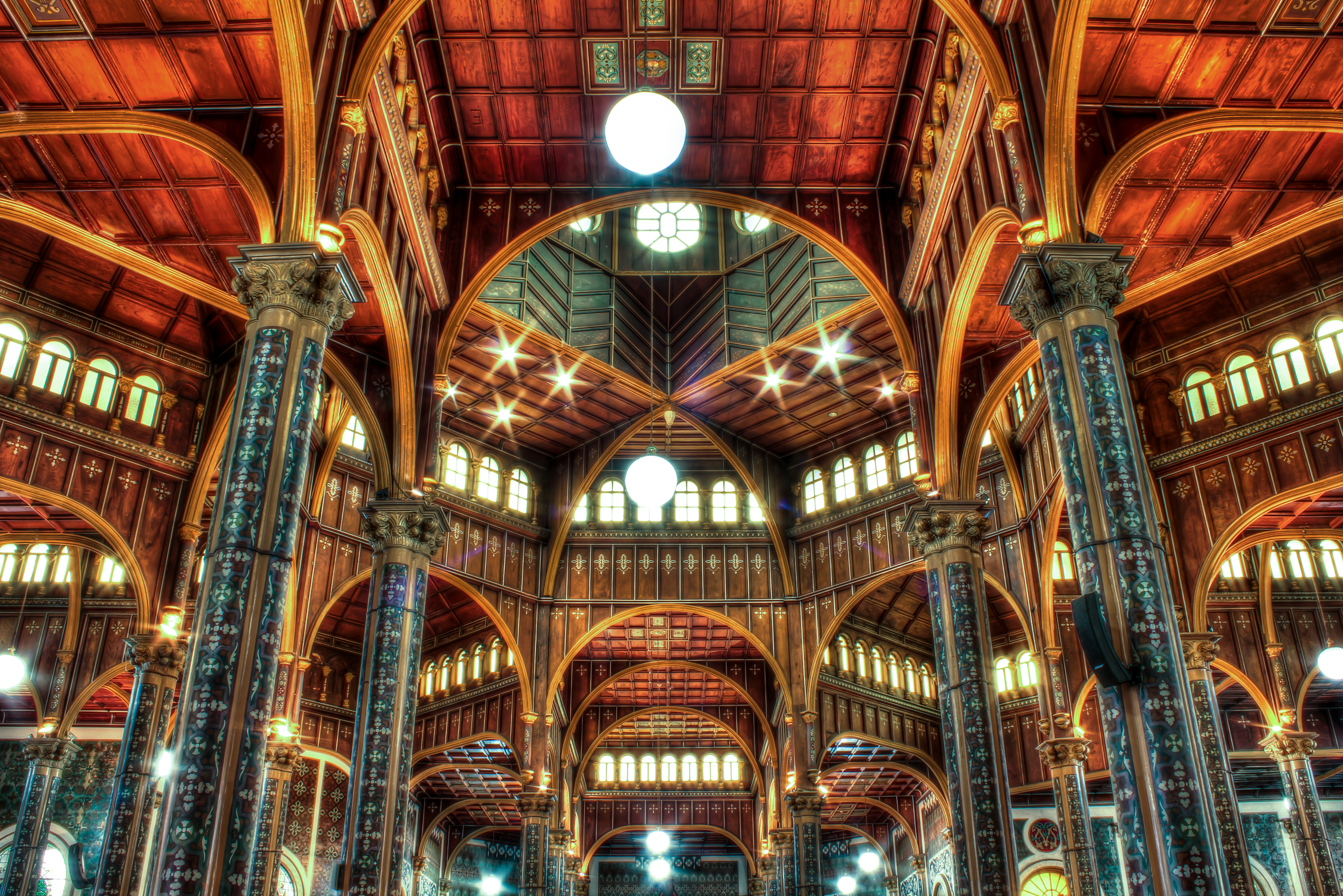
Basílica de los Ángeles templom belseje, Cartago

### Művészetek

#### Képzőművészetek
Egészen a közelmúltig kevés energia mutatkozott a Costa Rica-i művészetben, amelyből hiányoznak a más latin-amerikai országokra jellemző szenvedélyes, ösztönös, társadalomkritikát megjelenítő alakok.
Az utóbbi években akadtak olyan művészek, például Isidro Con Wong (1931-), akik nemzetközi elismerést vívtak ki maguknak. Wong mágikus realista stílusú munkái darabonként 35 000 dollárt is érnek a világpiacon. A szintén mágikus realista Rafa Fernández (1935-) erotikus nőábrázolásra szakosodott. A zapotai Rolando Castellón (1937-) háromdimenziós alkotásairól lett híres.

#### Zene és tánc
Costa Rica a legdélebbi a marimbát használó országok közül, amelyek sokat köszönhetnek az afrikai eredetű xilofonnak, ami egész Közép-Amerikában a hazai zene alapját képezi.
A hagyományokat leginkább őrző Guanacaste előszeretettel ápolja a régi zene és tánc hagyományát, amely leginkább a nemzeti táncban jelenik meg: a punto guanacaste egyfajta páros dzsiggelés. A hagyományos tánc a stilizált spanyol paseón alapul, amelyben a nők és férfiak kurjongatva, kalapot-kendőt dobálva, felváltva táncolnak egymás körül. Ma már jellemzően csak turistáknak adják elő az olyan csoportok, mint a Fantasía Folklórica.
A fiatalokat a latin ritmusok vonzzák a diszkókba, ahol merengue, cumbia és salsa alapozza meg a hangulatot. A karibi partvidéken jamaicai hatások hallhatók a zenében és Bob Marley a király.

### Gasztronómia

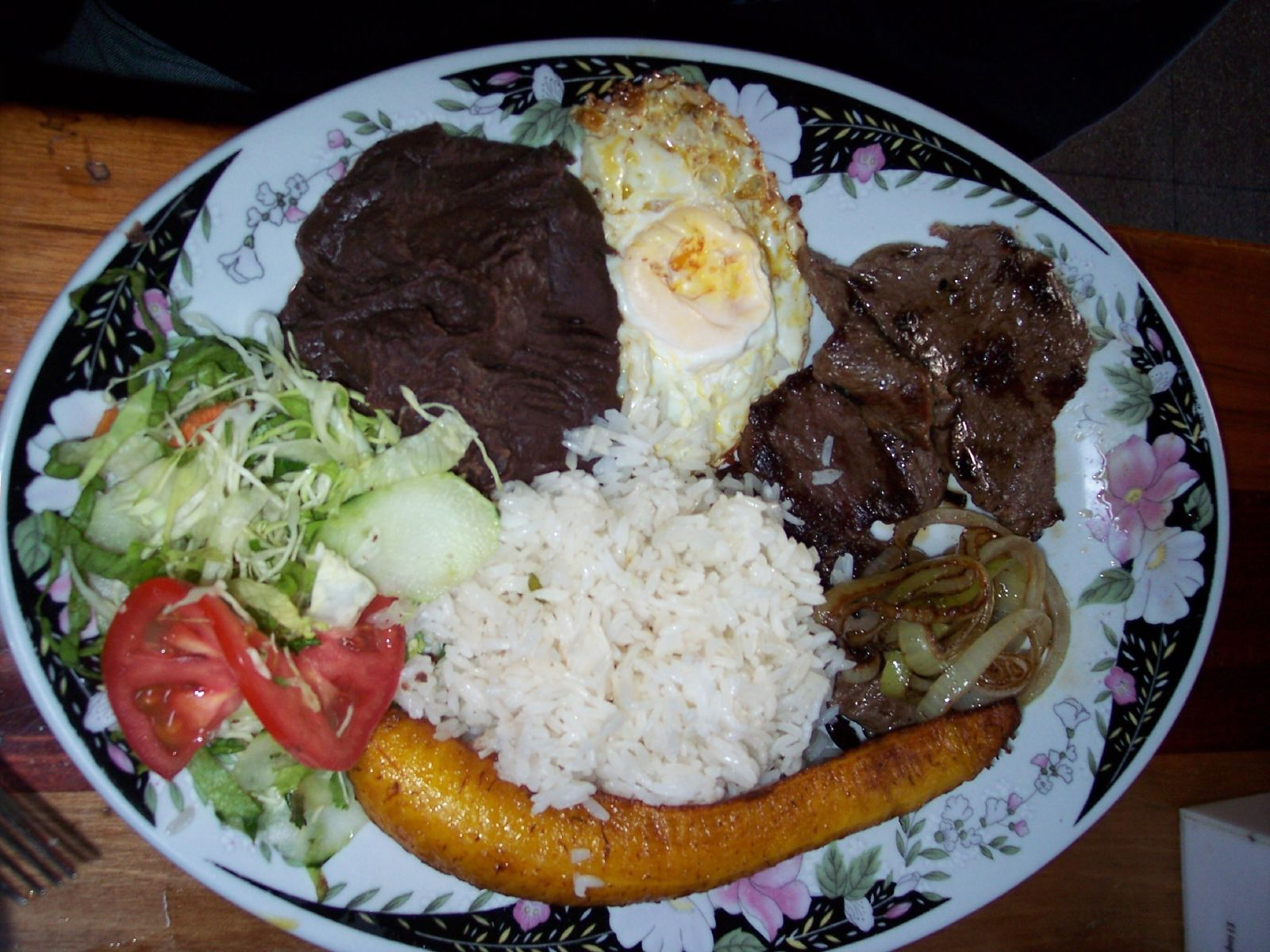
Casado (Főtt rizs, sült útifű, csirke- vagy marhahús, tükörtojás, zöldség, bab- és káposztasaláta citromlével leöntve)

A Costa Rica-i ételek nagyon egyszerűek, de sok olajjal és fűszerrel készítik el őket, ami miatt az európai gyomor számára elsőre nehéznek tűnhetnek. A legtöbb étel fő alapanyaga a rizs, kukorica és a bab. Az ország nemzeti étele a gallo pinto (am. „festett kakas”), ez a fekete babból és sült rizsből készült finomság, melyet többnyire reggelire szolgálnak fel. Érdemes kipróbálni a kókusztejjel elkészített változatát is. Később a gallo pintot ízesítik egy kis káposztával, paradicsommal és hússal, és készen is van az ízletes ebéd. Zöldséget nyersen nagyon ritkán szolgálnak fel, érdemes felkészülni rá, hogy a costa ricaiak minden megsütnek, amit lehet. Érdekesség, hogy a több mint ezer km hosszú tengerpart ellenére a rákok, halak nagyon drágák, mert keveset halásznak: főleg importálják a tengeri ételeket.
Az ország egyik nemzeti itala a guaro (am. „folyadék”), cukornádléből főzött, édeskés ízű szesz. Ezen kívül szívesen isszák a fresco de frutas (am. „friss gyümölcs”) nevű italt is, amit leginkább úgy lehetne jellemezni, mint vizezett kóla alapon lebegő gyümölcssaláta. A turisták egyöntetű véleménye szerint nagyon finom. A helyi borokat ajánlatos elkerülni, mert a másnaposságnál nagyobb élménnyel biztosan nem fogunk gazdagodni, ha megkóstoljuk őket.

## Turizmus

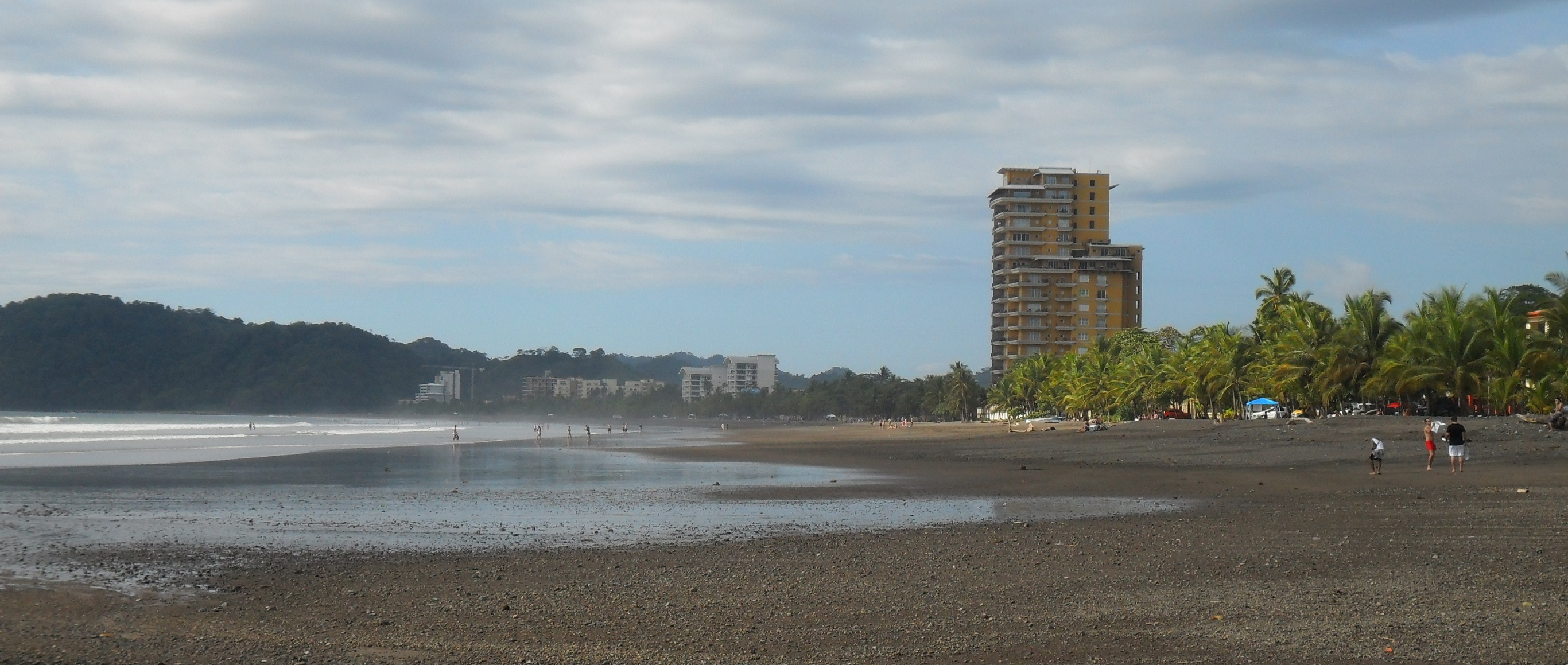
Tengerpart Jaco-nál

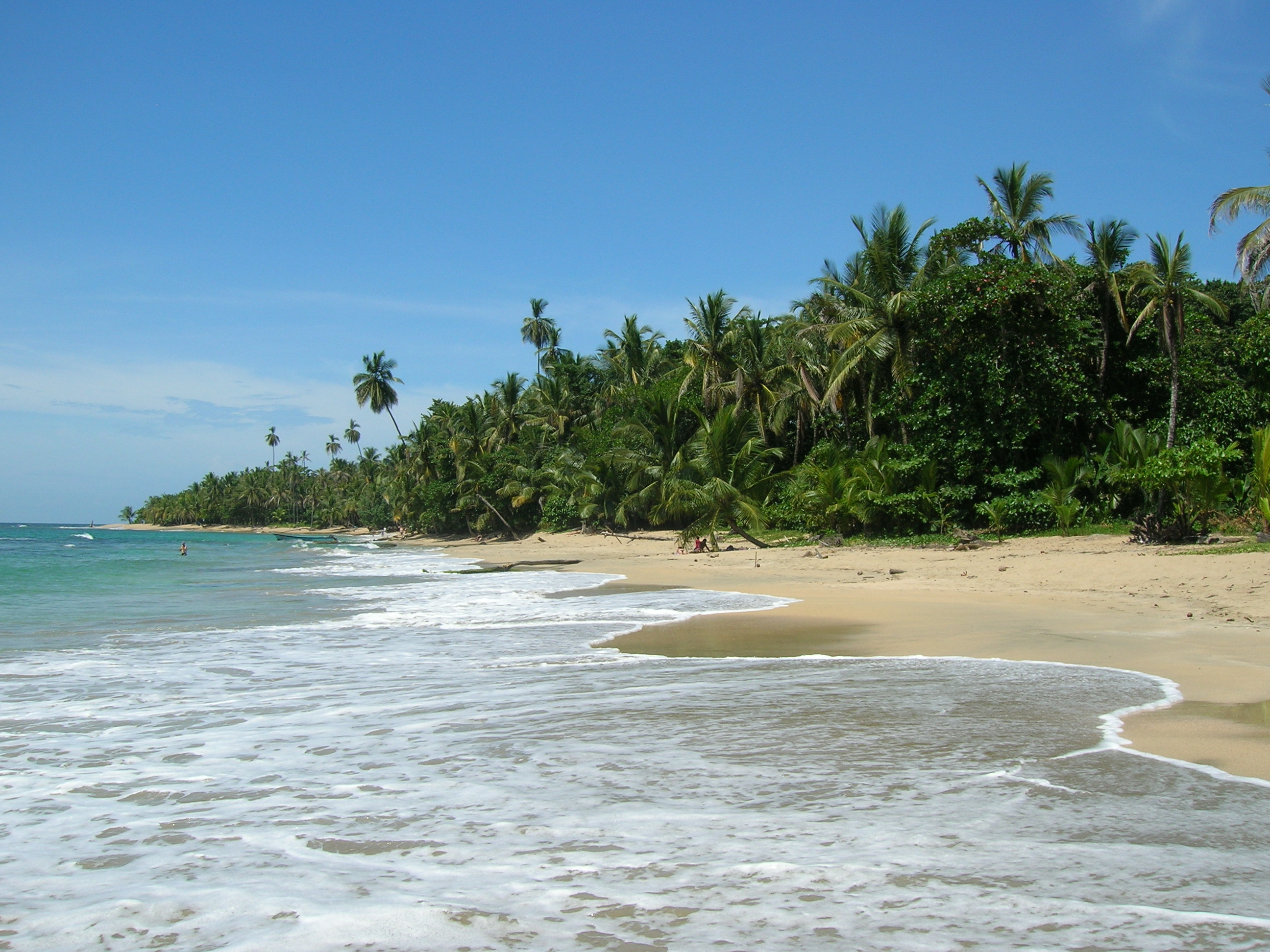
Punta Uva tengerpartja

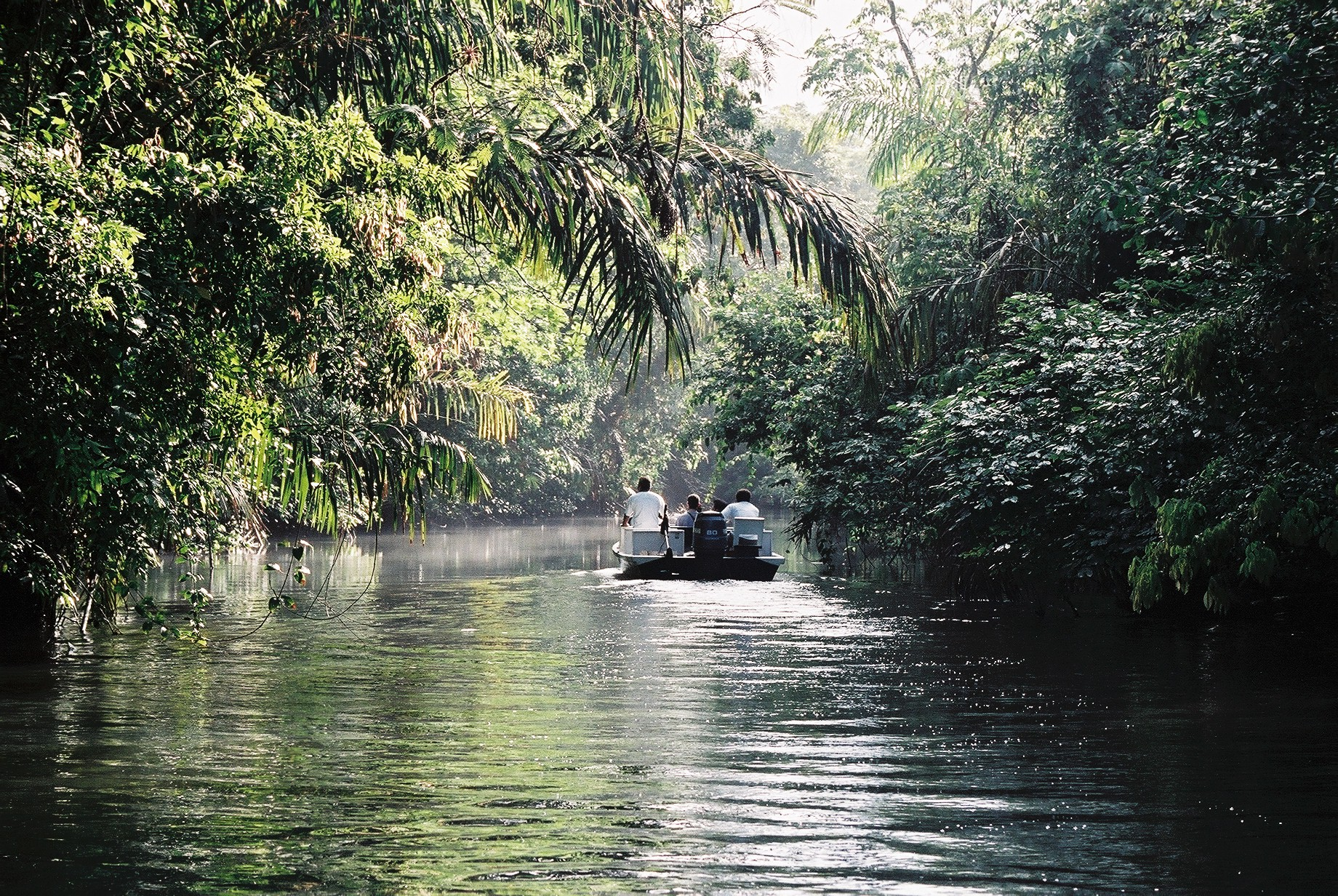
Tortuguero Nemzeti Park

### Látnivalók
Kiváló éghajlat és tengerpart csábítja a turistákat az országba.
- San José: Museo Nacional - Nemzeti Múzeum, Museo del Oro Precolombino, Museo de Jade - a világ legnagyobb jade szobra itt található, Teatro Nacional
- Parque Nacional Volcán Arenal- Nemzeti park: Arenal vulkán - 1633 m (ma is aktív)
- Parque Nacional Santa Rosa - Nemzeti park: Santa Elena-félsziget
- A csendes-óceáni partvidék: Golfito, OSA-félsziget, Uvita, Puntarenas
- A karibi partvidék: Parque Nacional Tortuguero - nemzeti park, Puerto Viejo de Talamanca
- A Nicoya félsziget

Iglesia Las Mercedes Costa Rica legismertebb temploma, és egyike az ország legtöbbet látogatott épületeinek. Állítólag ellenáll a legnagyobb földrengéseknek is, ugyanis a kéttornyú épület vaslemezekből épült, ablakait öntöttvas keretek tartják.
A Poás vulkán krátere a világon az egyik legnagyobb ilyen képződmény.

### Oltások
Javasolt oltások a Costa Ricára utazóknak:
- Hastífusz
- Hepatitis A (magas a fertőzésveszély)
- Hepatitis B (közepes a fertőzésveszély)
- Malária ellen gyógyszer van. (Nagy a kockázata a fertőzésnek).

Kötelező oltás, ha fertőzött országból érkezik/országon át utazik valaki:
- Sárgaláz

### Vécéhasználat
A turistának érdemes vécépapírt magával vinnie. A nyilvános vécé kevés, az éttermek és kávézók csekély díjazást számítanak fel. Mivel a csatornahálózatban kicsi a nyomás, a használt vécépapírt nem szabad a csatornába dobni, hanem az erre a célra szolgáló szemeteskosárba kell tenni.

## Sport

### Olimpia
Az olimpiai játékok során eddig csak egy aranyérem született. Az 1992-es barcelonai olimpián Claudia Poll női 200 m-es gyorsúszásban aranyérmes lett. Ezenkívül egy ezüst és két bronzérme van az országnak. A két bronz Claudia Poll jóvoltából és az ezüst Silvia Poll által, mindegyik gyorsúszásból.

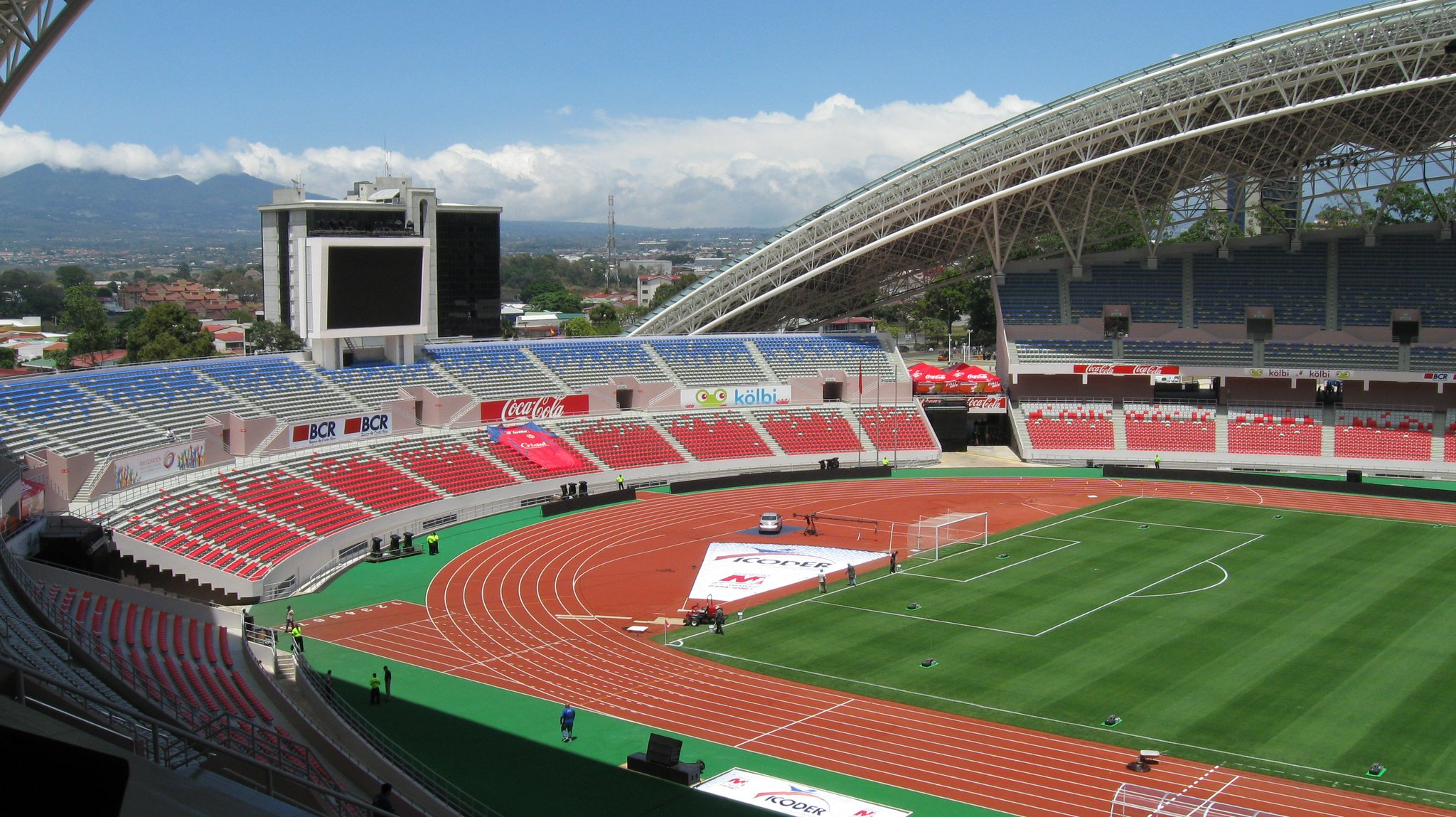
A Nemzeti Stadion, San José

### Labdarúgás
A Costa Rica-i labdarúgó-válogatott igen eredményes. Világbajnokok eddig még nem voltak, de több kisebb kupán már nem egyszer a dobogón álltak vagy nyertek.
Costa Rica rendelkezik strandlabdarúgó-válogatottal is, de jelentősebb nemzetközi sikereket még nem ért el.

## Ünnepek
- március 19. – Batalla de Santa Rosa
- április 11. – Batalla de Rivas/Quema del Mesón,
- augusztus 2. – Costa Rica védőszentjének napja
- szeptember 15. - Nemzeti ünnep (a függetlenség napja 1821)
- október 12. – Encuentro de Culturas. (akárcsak Amerikában mindenhol, itt is ezen a napon emlékeznek meg Kolumbuszról)